# Omarosa Manigault
Pour les articles homonymes, voir Manigault.
Omarosa Manigault-Newman, née le 15 février 1974 à Youngstown dans l'Ohio, est une participante des deux émissions de Donald Trump, The Apprentice et The Celebrity Apprentice. Du 20 janvier 2017 au 20 janvier 2018, elle est directrice de la communication de l'Office of Public Liaison à la Maison-Blanche, sous la présidence de Donald Trump.

## Biographie
Omarosa Manigault est issue d'une famille nombreuse (elle a 64 cousins) des quartiers pauvres de Youngstown. Son père est assassiné alors qu'elle a 7 ans ; son frère Jack est tué d'une balle dans la tête en 2011.

### Vie privée
Elle fréquente l'école secondaire Rayen. Elle épouse Aaron Stallworth en 2002, mais ils se séparent en 2005 et divorcent peu après. Elle fréquenta l'acteur Michael Clarke Duncan de 2010 à la mort de celui-ci , le 3 septembre 2012.
Des conflits d'héritage ont alors lieu entre Omarosa Manigault et la sœur du défunt. Elle aurait touché entre 1 et 5 millions de dollars.
Le 8 avril 2017, elle se remarie avec le pasteur John Newman.

## Carrière
Elle a brièvement travaillé pour le vice-président Al Gore, sous l'administration Clinton.
En août 2009, elle s'inscrit à l'United Theological Seminary (en) de l'Ohio pour préparer un doctorat en théologie pratique.

### Carrière télévisuelle
Omarosa Manigault est apparue dans différents talk-shows et plus de vingt émissions de télé-réalité, y compris dans la cinquième saison de VH1 de The Surreal Life. Elle y gagne une image sulfureuse.
Elle est la seule ancienne participante de l'émission The Apprentice (sa première apparition, en 2004) à avoir été invitée à revenir pour The Celebrity Apprentice. En 2013, elle est de nouveau candidate dans la version all-star. 
En février 2018, elle participe à la première saison américaine de Celebrity Big Brother.

### Carrière politique
Jusqu'en 2015, elle est démocrate, postant même un tweet de soutien à Hillary Clinton en 2014. « J'ai été démocrate toute ma vie. En tant qu'Afro-Américaine, je me devais d'avoir ces opinions », évoluant cependant en rejoignant Donald Trump, candidat aux primaires présidentielles républicaines : « Dans mes expériences avec lui, il a toujours fait preuve d'un grand professionnalisme. Il est très ouvert d'esprit. Il ne juge pas les gens en fonction de leur genre ou de leur couleur de peau. Il les juge en fonction de leur capacité à vouloir un travail ».
Durant la campagne électorale de Donald Trump, elle est chargée des relations avec la communauté afro-américaine. Après l'élection de Trump à la présidence elle fait partie de l'équipe de transition chargée de préparer la mise en place de la nouvelle administration au moment de la passation de pouvoir. Après la prise de fonctions de Trump elle obtient un poste d'assistante du président et de directrice de l'Office of Public Liaison (en), étant également officieusement chargée des relations avec les Afro-Américains : le 28 février 2017, elle organise ainsi une rencontre entre Donald Trump et une soixantaine de présidents d'universités afro-américaines. Depuis sa nomination en tant que chef de cabinet de la Maison Blanche en août 2017 John F. Kelly cherche à discipliner l'accès que peuvent avoir à Donald Trump ses conseillers et ses assistants, y compris celui d'Omarosa Manigault, qu'il juge susceptible de détourner le président de ses tâches.
Le 13 décembre 2017 la Maison-Blanche annonce que le contrat d'Omarosa Manigault prendra fin le 20 janvier 2018. La presse fait état de rumeurs expliquant qu'elle aurait en fait été licenciée à l'initiative du chef de cabinet John Kelly et, en outre, qu'elle aurait dû être escortée de force en dehors du bâtiment après avoir tenté de parler au président en essayant de forcer l'accès à ses appartements privés. Elle dément ces affirmations et le Secret Service explique pour sa part que sa seule intervention dans cette affaire s'est limitée à désactiver le badge d'accès d'Omarosa Manigault à la Maison-Blanche.
En février 2018, elle déclare au sujet des tweets de Donald Trump et de l'état global de la Maison-Blanche : « J'étais hantée par les tweets tous les jours, à me demander ce qu'il allait tweeter. J'aimerais dire que ce n'est pas mon problème, mais je ne peux pas dire ça, parce que ça va mal ». En août de la même année, elle publie Unhinged, un livre très critique sur le président.